# Daddala achaeoides
Daddala achaeoides är en fjärilsart som beskrevs av Walker 1865. Daddala achaeoides ingår i släktet Daddala och familjen nattflyn. Inga underarter finns listade i Catalogue of Life.